# Distretto di Wardha
Il distretto di Wardha è un distretto del Maharashtra, in India, di 1 230 640 abitanti. È situato nella divisione di Nagpur e il suo capoluogo è Wardha.